# Mary Hughes
Mary Cecilia Hughes (Hollywood, 25 de febrero de 1944-Malibú, 13 de diciembre de 2007) fue una actriz y modelo estadounidense, conocida por sus pequeños papeles en varias beach party films («películas de fiestas en la playa») entre 1964 y 1967. Hughes también fue conocida por ser una groupie, teniendo relaciones con los músicos Eric Clapton, Roger Daltrey y Jeff Beck, quien la menciona por su nombre en la canción «Psycho Daisies» de The Yardbirds.

## Biografía
Hughes fue descubierta por el director William Asher e interpretó pequeños papeles como una beach bunny rubia y sexy en varias beach party films («películas de fiestas playeras») dirigidas al público adolescente: Muscle Beach Party, Bikini Beach y Pajama Party, las tres junto a Frankie Avalon y Annette Funicello (1964), además de Beach Blanket Bingo, Ski Party, How to Stuff a Wild Bikini y Dr. Goldfoot and the Bikini Machine en 1965, The Ghost in the Invisible Bikini, Murderers' Row y Fireball 500 en 1966, y Thunder Alley en 1967. Su apariencia (cabello rubio platino, piel bronceada, estatura de 1,75 m y medidas 91-56-91) le valieron la fama, mientras que sus papeles rara vez requirieron que pronunciara una sola oración en pantalla.
Tras viajar a Londres para rodar la que sería su última película, la comedia musical Double Trouble en 1967, donde apareció junto a Elvis Presley, Hughes se familiarizó con la escena londinense del Swinging Sixties y mantuvo relaciones con los músicos Jeff Beck, Eric Clapton y Roger Daltrey. Jeff Beck compuso para ella la canción «Psycho Daisies» de The Yardbirds, donde se la menciona dos veces:

New Orleans is the home of the blues,

But California's my home with Mary Hughes.

(...)

But back in California there's nothing to lose,

‘Cause everything's swinging there with Mary Hughes.
Nueva Orleans es la cuna del blues,

Pero California es mi hogar con Mary Hughes.

(...)

Pero allá en California no hay nada que perder,

Porque allí todo se mueve con Mary Hughes.

 
Regresó a Estados Unidos tras casarse con el cantante Lee Michaels en diciembre de 1968. La pareja se estableció en el norte de California, donde se dedicaron a la cría de animales salvajes, y se divorciaron dieciocho años después, tras tener dos hijos. Se volvió a casar con Paul Zimmerman y se mudó a Malibú (California), donde impartió clases de yoga y fitness. Falleció de cáncer el 13 de diciembre de 2007.

## Filmografía
- Muscle Beach Party (1964) como Chica surfista.
- Bikini Beach (1964) como Chica de playa.
- Pajama Party (1964) como Pajama Girl.
- Beach Blanket Bingo (1965) como Chica de playa.
- Ski Party (1965) como Mary.
- How to Stuff a Wild Bikini (1965) como Chica de playa.
- Sergeant Deadhead (1965) como WAF.
- Dr. Goldfoot and the Bikini Machine (1965) como Robot.
- The Ghost in the Invisible Bikini (1966) como Mary.
- Fireball 500 (1966) como Leander Fan.
- Murderers' Row como Srta. Septiembre.
- Thunder Alley (1967) como Camarera.
- Double Trouble como bailarina de Watusi (sin acreditar).